# Età costantiniana
La cosiddetta età costantiniana rappresentò, nell'ambito dell'intera storia romana, il periodo in cui l'Impero romano fu retto dai membri della dinastia costantiniana, dal 306 al 363.

## Accadimenti politici e militari
Riguardo ai principali eventi politico militari si rimanda per ogni approfondimento alla voce riguardante la dinastia costantiniana.

## Società e governo

### Imperatori
|                         |                         |                         |                         |                         |                         |  |  |                         |                         |                         |                         |                         |                         |         |         |                           |                           |                           |                           |                           |                           |           |           |                            |                            |                            |                            |                            |                            |            |            |                          |                          |                          |                          |                          |                          |  |  |               |               |               |               |               |               |  |  |  |  |
|                         |                         |                         |                         |                         |                         |  |  |                         |                         |                         |                         |                         |                         |         |         |                           |                           |                           |                           |                           |                           |           |           |                            |                            |                            |                            |                            |                            |            |            |                          |                          |                          |                          |                          |                          |  |  |               |               |               |               |               |               |  |  |  |  |
| Claudio Gotico 213?-270 | Claudio Gotico 213?-270 | Claudio Gotico 213?-270 | Claudio Gotico 213?-270 | Claudio Gotico 213?-270 | Claudio Gotico 213?-270 |  |  | Quintillo 220?-270      | Quintillo 220?-270      | Quintillo 220?-270      | Quintillo 220?-270      | Quintillo 220?-270      | Quintillo 220?-270      |         |         | Crispo ?                  | Crispo ?                  | Crispo ?                  | Crispo ?                  | Crispo ?                  | Crispo ?                  |           |           | sconosciuta ?              | sconosciuta ?              | sconosciuta ?              | sconosciuta ?              | sconosciuta ?              | sconosciuta ?              |            |            |                          |                          |                          |                          |                          |                          |  |  | Costantina ?  | Costantina ?  | Costantina ?  | Costantina ?  | Costantina ?  | Costantina ?  |  |  |  |  |
| Claudio Gotico 213?-270 | Claudio Gotico 213?-270 | Claudio Gotico 213?-270 | Claudio Gotico 213?-270 | Claudio Gotico 213?-270 | Claudio Gotico 213?-270 |  |  | Quintillo 220?-270      | Quintillo 220?-270      | Quintillo 220?-270      | Quintillo 220?-270      | Quintillo 220?-270      | Quintillo 220?-270      |         |         | Crispo ?                  | Crispo ?                  | Crispo ?                  | Crispo ?                  | Crispo ?                  | Crispo ?                  |           |           | sconosciuta ?              | sconosciuta ?              | sconosciuta ?              | sconosciuta ?              | sconosciuta ?              | sconosciuta ?              |            |            |                          |                          |                          |                          |                          |                          |  |  | Costantina ?  | Costantina ?  | Costantina ?  | Costantina ?  | Costantina ?  | Costantina ?  |  |  |  |  |
|                         |                         |                         |                         |                         |                         |  |  |                         |                         |                         |                         |                         |                         |         |         |                           |                           |                           |                           |                           |                           |           |           |                            |                            |                            |                            |                            |                            |            |            |                          |                          |                          |                          |                          |                          |  |  |               |               |               |               |               |               |  |  |  |  |
|                         |                         |                         |                         |                         |                         |  |  |                         |                         |                         |                         |                         |                         |         |         |                           |                           |                           |                           | Claudia ?                 | Claudia ?                 | Claudia ? | Claudia ? | Claudia ?                  | Claudia ?                  |                            |                            | Eutropio ?                 | Eutropio ?                 | Eutropio ? | Eutropio ? | Eutropio ?               | Eutropio ?               |                          |                          |                          |                          |  |  |               |               |               |               |               |               |  |  |  |  |
|                         |                         |                         |                         |                         |                         |  |  |                         |                         |                         |                         |                         |                         |         |         |                           |                           |                           |                           | Claudia ?                 | Claudia ?                 | Claudia ? | Claudia ? | Claudia ?                  | Claudia ?                  |                            |                            | Eutropio ?                 | Eutropio ?                 | Eutropio ? | Eutropio ? | Eutropio ?               | Eutropio ?               |                          |                          |                          |                          |  |  |               |               |               |               |               |               |  |  |  |  |
|                         |                         |                         |                         |                         |                         |  |  |                         |                         |                         |                         |                         |                         |         |         |                           |                           |                           |                           |                           |                           |           |           |                            |                            |                            |                            |                            |                            |            |            |                          |                          |                          |                          |                          |                          |  |  |               |               |               |               |               |               |  |  |  |  |
|                         |                         |                         |                         |                         |                         |  |  |                         |                         |                         |                         | Teodora                 | Teodora                 | Teodora | Teodora | Teodora                   | Teodora                   |                           |                           |                           |                           |           |           | Costanzo Cloro 250-305-306 | Costanzo Cloro 250-305-306 | Costanzo Cloro 250-305-306 | Costanzo Cloro 250-305-306 | Costanzo Cloro 250-305-306 | Costanzo Cloro 250-305-306 |            |            |                          |                          |                          |                          |                          |                          |  |  | Elena 250-330 | Elena 250-330 | Elena 250-330 | Elena 250-330 | Elena 250-330 | Elena 250-330 |  |  |  |  |
|                         |                         |                         |                         |                         |                         |  |  |                         |                         |                         |                         | Teodora                 | Teodora                 | Teodora | Teodora | Teodora                   | Teodora                   |                           |                           |                           |                           |           |           | Costanzo Cloro 250-305-306 | Costanzo Cloro 250-305-306 | Costanzo Cloro 250-305-306 | Costanzo Cloro 250-305-306 | Costanzo Cloro 250-305-306 | Costanzo Cloro 250-305-306 |            |            |                          |                          |                          |                          |                          |                          |  |  | Elena 250-330 | Elena 250-330 | Elena 250-330 | Elena 250-330 | Elena 250-330 | Elena 250-330 |  |  |  |  |
|                         |                         |                         |                         |                         |                         |  |  |                         |                         |                         |                         |                         |                         |         |         |                           |                           |                           |                           |                           |                           |           |           |                            |                            |                            |                            |                            |                            |            |            |                          |                          |                          |                          |                          |                          |  |  |               |               |               |               |               |               |  |  |  |  |
|                         |                         |                         |                         |                         |                         |  |  |                         |                         |                         |                         |                         |                         |         |         |                           |                           |                           |                           |                           |                           |           |           |                            |                            |                            |                            |                            |                            |            |            |                          |                          |                          |                          |                          |                          |  |  |               |               |               |               |               |               |  |  |  |  |
| Giulio Costanzo d. 337  | Giulio Costanzo d. 337  | Giulio Costanzo d. 337  | Giulio Costanzo d. 337  | Giulio Costanzo d. 337  | Giulio Costanzo d. 337  |  |  | Licinio 250-308-324-325 | Licinio 250-308-324-325 | Licinio 250-308-324-325 | Licinio 250-308-324-325 | Licinio 250-308-324-325 | Licinio 250-308-324-325 |         |         | Costanza 293-330          | Costanza 293-330          | Costanza 293-330          | Costanza 293-330          | Costanza 293-330          | Costanza 293-330          |           |           | Fausta 289-326             | Fausta 289-326             | Fausta 289-326             | Fausta 289-326             | Fausta 289-326             | Fausta 289-326             |            |            | Costantino I 272-313-337 | Costantino I 272-313-337 | Costantino I 272-313-337 | Costantino I 272-313-337 | Costantino I 272-313-337 | Costantino I 272-313-337 |  |  | Minervina     | Minervina     | Minervina     | Minervina     | Minervina     | Minervina     |  |  |  |  |
| Giulio Costanzo d. 337  | Giulio Costanzo d. 337  | Giulio Costanzo d. 337  | Giulio Costanzo d. 337  | Giulio Costanzo d. 337  | Giulio Costanzo d. 337  |  |  | Licinio 250-308-324-325 | Licinio 250-308-324-325 | Licinio 250-308-324-325 | Licinio 250-308-324-325 | Licinio 250-308-324-325 | Licinio 250-308-324-325 |         |         | Costanza 293-330          | Costanza 293-330          | Costanza 293-330          | Costanza 293-330          | Costanza 293-330          | Costanza 293-330          |           |           | Fausta 289-326             | Fausta 289-326             | Fausta 289-326             | Fausta 289-326             | Fausta 289-326             | Fausta 289-326             |            |            | Costantino I 272-313-337 | Costantino I 272-313-337 | Costantino I 272-313-337 | Costantino I 272-313-337 | Costantino I 272-313-337 | Costantino I 272-313-337 |  |  | Minervina     | Minervina     | Minervina     | Minervina     | Minervina     | Minervina     |  |  |  |  |
|                         |                         |                         |                         |                         |                         |  |  |                         |                         |                         |                         |                         |                         |         |         |                           |                           |                           |                           |                           |                           |           |           |                            |                            |                            |                            |                            |                            |            |            |                          |                          |                          |                          |                          |                          |  |  |               |               |               |               |               |               |  |  |  |  |
|                         |                         |                         |                         |                         |                         |  |  |                         |                         |                         |                         |                         |                         |         |         |                           |                           |                           |                           |                           |                           |           |           |                            |                            |                            |                            |                            |                            |            |            |                          |                          |                          |                          |                          |                          |  |  |               |               |               |               |               |               |  |  |  |  |
| Giuliano 331-360-363    | Giuliano 331-360-363    | Giuliano 331-360-363    | Giuliano 331-360-363    | Giuliano 331-360-363    | Giuliano 331-360-363    |  |  | Elena d. 360            | Elena d. 360            | Elena d. 360            | Elena d. 360            | Elena d. 360            | Elena d. 360            |         |         | Costantino II 316-337-340 | Costantino II 316-337-340 | Costantino II 316-337-340 | Costantino II 316-337-340 | Costantino II 316-337-340 | Costantino II 316-337-340 |           |           | Costanzo II 317-337-361    | Costanzo II 317-337-361    | Costanzo II 317-337-361    | Costanzo II 317-337-361    | Costanzo II 317-337-361    | Costanzo II 317-337-361    |            |            | Costante I 320-337-350   | Costante I 320-337-350   | Costante I 320-337-350   | Costante I 320-337-350   | Costante I 320-337-350   | Costante I 320-337-350   |  |  | Crispo d. 326 | Crispo d. 326 | Crispo d. 326 | Crispo d. 326 | Crispo d. 326 | Crispo d. 326 |  |  |  |  |
| Giuliano 331-360-363    | Giuliano 331-360-363    | Giuliano 331-360-363    | Giuliano 331-360-363    | Giuliano 331-360-363    | Giuliano 331-360-363    |  |  | Elena d. 360            | Elena d. 360            | Elena d. 360            | Elena d. 360            | Elena d. 360            | Elena d. 360            |         |         | Costantino II 316-337-340 | Costantino II 316-337-340 | Costantino II 316-337-340 | Costantino II 316-337-340 | Costantino II 316-337-340 | Costantino II 316-337-340 |           |           | Costanzo II 317-337-361    | Costanzo II 317-337-361    | Costanzo II 317-337-361    | Costanzo II 317-337-361    | Costanzo II 317-337-361    | Costanzo II 317-337-361    |            |            | Costante I 320-337-350   | Costante I 320-337-350   | Costante I 320-337-350   | Costante I 320-337-350   | Costante I 320-337-350   | Costante I 320-337-350   |  |  | Crispo d. 326 | Crispo d. 326 | Crispo d. 326 | Crispo d. 326 | Crispo d. 326 | Crispo d. 326 |  |  |  |  |
|                         |                         |                         |                         |                         |                         |  |  |                         |                         |                         |                         |                         |                         |         |         |                           |                           |                           |                           |                           |                           |           |           |                            |                            |                            |                            |                            |                            |            |            |                          |                          |                          |                          |                          |                          |  |  |               |               |               |               |               |               |  |  |  |  |
| Gioviano 331-363-364    | Gioviano 331-363-364    | Gioviano 331-363-364    | Gioviano 331-363-364    | Gioviano 331-363-364    | Gioviano 331-363-364    |  |  |                         |                         |                         |                         |                         |                         |         |         |                           |                           |                           |                           |                           |                           |           |           | Costanza 361-383           | Costanza 361-383           | Costanza 361-383           | Costanza 361-383           | Costanza 361-383           | Costanza 361-383           |            |            | Graziano 359-367-383     | Graziano 359-367-383     | Graziano 359-367-383     | Graziano 359-367-383     | Graziano 359-367-383     | Graziano 359-367-383     |  |  |               |               |               |               |               |               |  |  |  |  |
| Gioviano 331-363-364    | Gioviano 331-363-364    | Gioviano 331-363-364    | Gioviano 331-363-364    | Gioviano 331-363-364    | Gioviano 331-363-364    |  |  |                         |                         |                         |                         |                         |                         |         |         |                           |                           |                           |                           |                           |                           |           |           | Costanza 361-383           | Costanza 361-383           | Costanza 361-383           | Costanza 361-383           | Costanza 361-383           | Costanza 361-383           |            |            | Graziano 359-367-383     | Graziano 359-367-383     | Graziano 359-367-383     | Graziano 359-367-383     | Graziano 359-367-383     | Graziano 359-367-383     |  |  |               |               |               |               |               |               |  |  |  |  |

### Regni e popoli clienti

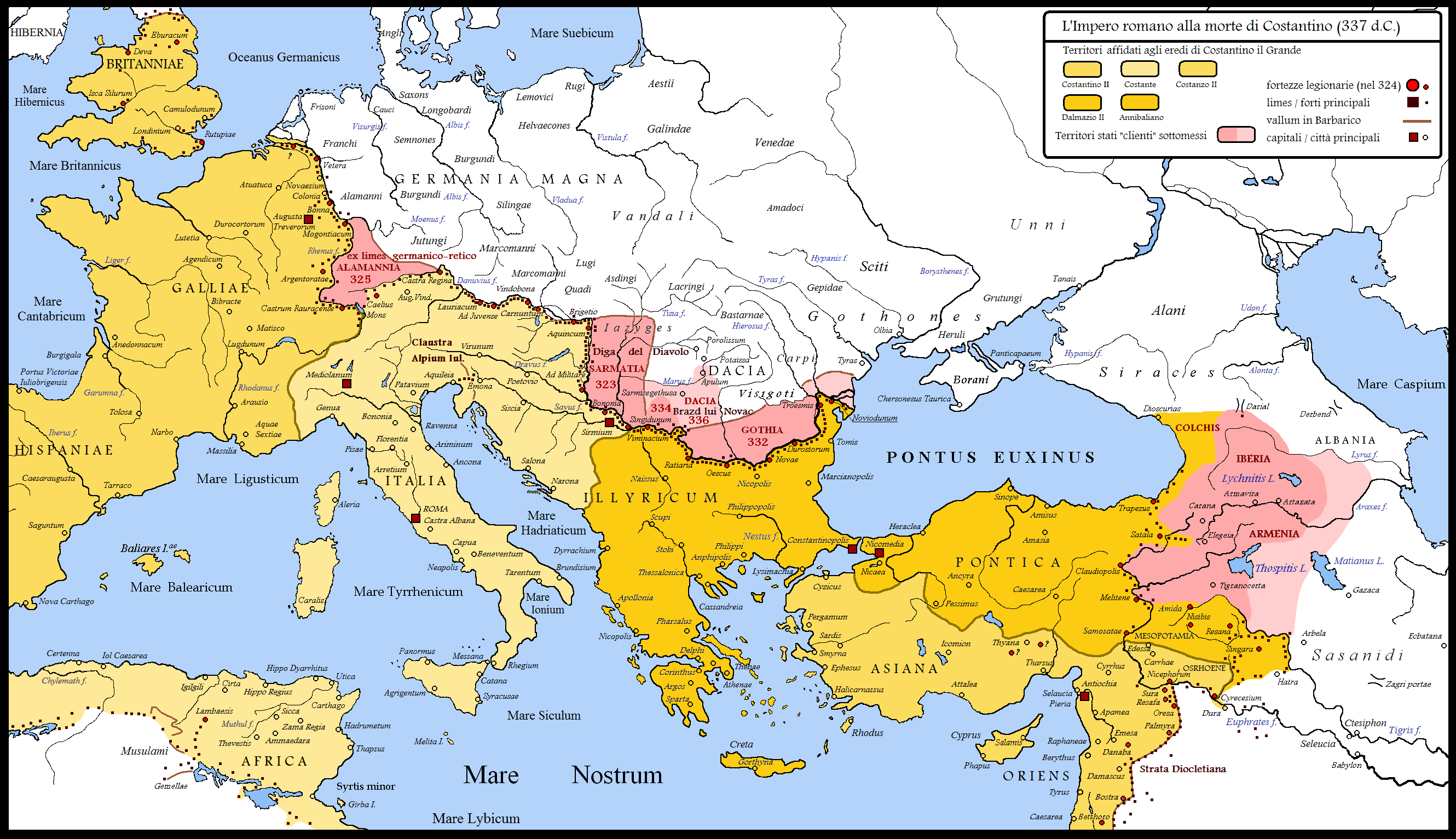
Le frontiere romane settentrionali ed orientali al tempo di Costantino, con i territori acquisiti nel corso del trentennio di campagne militari (dal 306 al 337). La mappa qui sopra rappresenta anche il mondo romano poco dopo la morte di Costantino (337), con i territori "spartiti" tra i suoi tre figli (Costante I, Costantino II e Costanzo II) ed i due nipoti (Dalmazio e Annibaliano)

Già ai tempi in cui era stato Cesare in Occidente, attorno agli anni 306-310, Costantino ottenne grandi successi militari su Alemanni e Franchi, di cui si dice riuscì a catturare i loro re, dati in pasto alle belve durante i giochi gladiatorii.
Divenuto unico augusto in Occidente nel 313 respinse una nuova invasione di Franchi in Gallia. Dopo una prima crisi con Licinio, al termine della quale i due augusti trovarono un nuovo equilibrio strategico nel 317, ottenne nuovi successi contro le genti barbare lungo il Danubio. Egli, infatti, batté sia i Sarmati Iazigi nel 322 sia i Goti nel 323.
Dopo il 316/317, avendo ottenuto da Licinio anche l'Illirico, Costantino non solo respinse numerose incursioni di Sarmati Iazigi e Goti (tra gli anni 322 e 332), ma potrebbe aver dato inizio alla costruzione di due nuovi tratti di limes: il primo nella pianura ungherese chiamato diga del Diavolo, formato da una serie di terrapieni che da Aquincum collegavano il fiume Tibisco, per poi piegare verso sud e collegare il fiume Mureș, percorrere il Banato fino al Danubio all'altezza di Viminacium; il secondo nella Romania meridionale chiamato Brazda lui Novac, che correva parallelo a nord del basso corso del Danubio, da Drobeta alla pianura della Valacchia orientale fin quasi al fiume Siret.
Divenuto unico augusto nel 324, affidò ai figli la difesa dell'Occidente contro Franchi ed Alamanni (contro i quali ottenne nuovi successi nel 328 ed il titolo di Alamannicus maximus, insieme a Costantino II) mentre lui stesso combatteva sul confine danubiano i Goti (332) e i Sarmati (335). Divise l'impero tra i figli assegnando a Costantino II Gallia, Spagna e Britannia, a Costanzo II le province asiatiche, l'Oriente e l'Egitto e a Costante I l'Italia, l'Illirico e le province africane. Alla sua morte nel 337 si preparava ad affrontare in Oriente i Persiani.
Costantino nei suoi oltre trent'anni di regno aveva aspirato a riconquistare, non solo tutti i territori appartenuti all'Impero di Traiano, ma soprattutto a diventare il protettore di tutti i Cristiani anche oltre le frontiere imperiali. Egli, infatti, costrinse molte delle popolazioni barbariche sottomesse a nord del Danubio, a sottoscrivere clausole religiose dopo averle battute più e più volte, come nel caso dei Sarmati e dei Goti. Identica sorte sarebbe toccata al regno d'Armenia ed ai Persiani se non fosse morto nel 337.

## Religione

### L'emergere del cristianesimo
Nel III secolo la religione pagana si era fortemente trasformata: sulla spinta della insicurezza dei tempi e dell'influsso dei culti di origine orientale, le sue caratteristiche pubbliche e ritualistiche avevano sempre più perso di significato di fronte ad una più intensa e personale spiritualità. Si era andato diffondendo un sincretismo venato di monoteismo e si tendeva a vedere nelle immagini degli dei tradizionali l'espressione di un unico essere divino. Una forma politica a questa aspirazione sincretistica fu data dall'imperatore Aureliano (275), con l'istituzione del culto ufficiale del Sol Invictus ("Sole Invitto"), con elementi del mitraismo e di altri culti solari di origine orientale. Il culto era diffuso nell'esercito, soprattutto nell'occidente, e ad esso non furono estranei né Costanzo Cloro, il padre di Costantino, né Costantino stesso.
Costantino fu certamente il primo a comprendere l'importanza della nuova religione cristiana per rafforzare la coesione culturale e politica dell'impero romano.
Il ruolo determinante giocato da Costantino nell'ambito della chiesa cristiana (ad esempio tramite la convocazione di concili e il presiederne i lavori) non deve oscurare il fatto che Costantino svolse funzioni analoghe nell'ambito di altri culti. Egli infatti mantenne la carica di pontefice massimo della religione pagana; carica che era stata di tutti gli imperatori romani a partire da Augusto. Lo stesso fecero i suoi successori cristiani fino al 375.
Anche la battaglia di Ponte Milvio, con cui nel 312 Costantino sconfisse Massenzio, diede origine a leggende discordanti, che, però, potrebbero risalire tutte a Costantino, sempre attento a presentarsi come prescelto dalla divinità, qualunque essa fosse. Per queste leggende si veda la voce in hoc signo vinces.
Si dice che Costantino, dopo la battaglia di Ponte Milvio, fece dono a papa Silvestro I dello splendido Palazzo Laterano (di proprietà della moglie Fausta), consegnando così al papa romano la città di Roma e dando avvio, con quell'atto di devoluzione, al potere temporale dei papi, ma la cosiddetta Donazione di Costantino (nota in latino come "Constitutum Constantini", ossia "decisione", "delibera", "editto") è un documento apocrifo conservato in copia nelle Decretali dello Pseudo-Isidoro (IX secolo) e, come interpolazione, in alcuni manoscritti del Decretum di Graziano (XII secolo). Nel 1440 il filologo italiano Lorenzo Valla dimostrò in modo inequivocabile come il documento fosse un falso, nella sua opera De falso credita et ementita Constantini donatione.

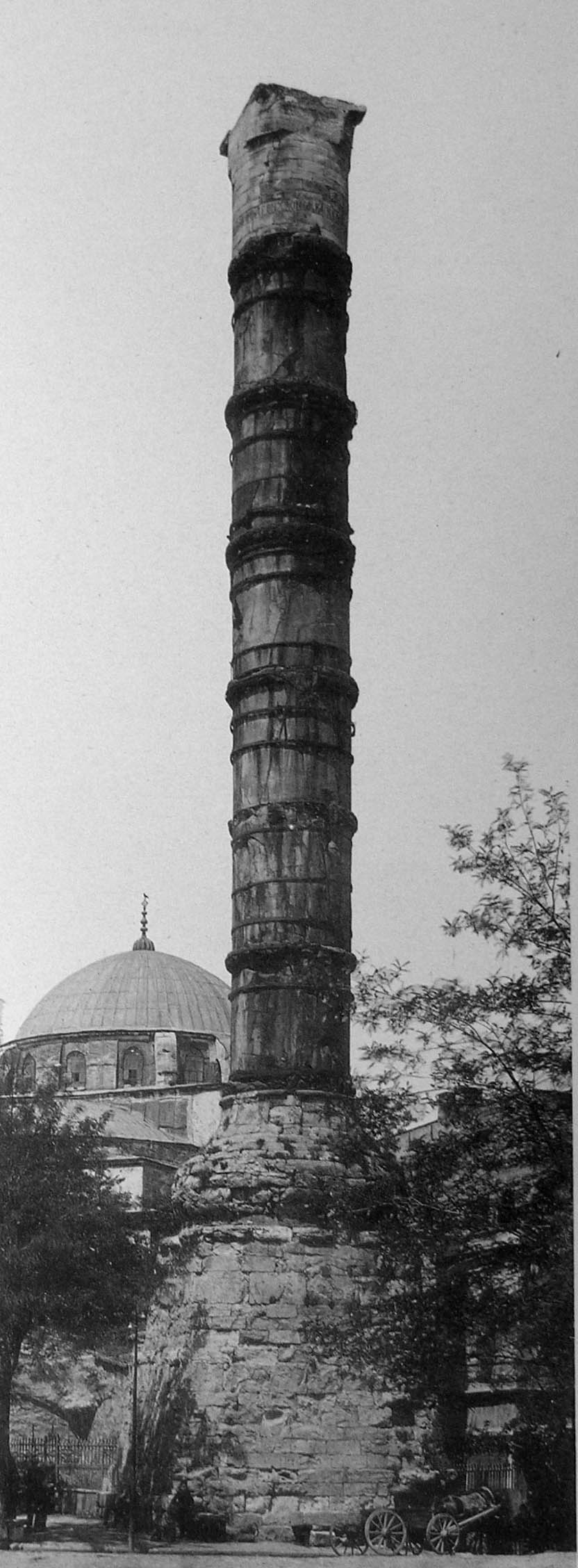
Colonna di Costantino I a Costantinopoli. Sotto di essa l'imperatore avrebbe posto amuleti pagani e reliquie cristiane a protezione della città

 Dietro quella donazione, quindi, probabilmente c'era già il vasto disegno politico non tanto di favorire la supremazia del Cristianesimo come farà Teodosio alla fine del IV secolo (391), quanto di evitare che l'Impero fosse disgregato da tensioni religiose tra i culti pagani tradizionali ed il nuovo culto rappresentato dal Cristianesimo.
In questo senso si spiegano sia l'editto imperiale di tolleranza o l'editto di Milano del 313 (conferma rafforzata di un editto di Galerio del 30 aprile 311), sia l'iscrizione sull'arco di Costantino: entrambi citano una generica "divinità", che poteva dunque essere identificata sia con il Dio cristiano, sia con il dio solare. L'ambiguità dell'Editto di Milano, però, è ovvia, dato che esso fu proclamato dal pagano Licinio.
Costantino perseguiva probabilmente il proposito di riavvicinare i culti presenti nell'impero, nel quadro di un non troppo definito monoteismo imperiale. Le festività religiose più importanti del cristianesimo e della religione solare furono fatte coincidere. Il giorno natale del Sole e del dio Mitra, il 25 dicembre, divenne anche quello della nascita di Gesù. Le statue del dio Sole erano spesso adornate del simbolo della Croce, ma a Costantinopoli furono eretti anche dei templi pagani.
Nel 321 fu introdotta la settimana di sette giorni e fu decretato come giorno di riposo il dies Solis (il "giorno del Sole", che corrisponde alla nostra domenica).
La politica di Costantino mirava a creare una base salda per il potere imperiale nella stessa religione cristiana, di cui era dunque importantissima l'unità: per questo motivo, pur non essendo battezzato, indisse diversi concili, come "vescovo di quanti sono fuori della chiesa".
Ancora nel 325, convocò a Nicea il primo concilio ecumenico, che lui stesso inaugurò, per risolvere la questione dell'eresia ariana: Ario, un prete alessandrino sosteneva che il Figlio non era della stessa "sostanza" del padre, ma il concilio ne condannò le tesi, proclamando l'omousia, ossia la medesima natura del Padre e del Figlio.

### La reazione pagana di Giuliano
Sotto il breve regno di Giuliano vi fu il tentativo di ripristinare il paganesimo come religione dominante. Il 17 giugno 362 Giuliano emise un editto con il quale stabiliva l'incompatibilità tra la professione di fede cristiana e l'insegnamento nelle scuole pubbliche. L'idea di Giuliano era che gli insegnanti pubblici dovessero distinguersi innanzi tutto per moralità e poi per capacità professionale. Il meccanismo che avrebbe dovuto garantire la suddetta moralità passava attraverso i consigli municipali che avrebbero dovuto produrre un attestato dei requisiti dei candidati. Tale attestato avrebbe dovuto, eventualmente, poi essere ratificato dall'imperatore. La legge era stata predisposta per difendere le ragioni dell'ellenismo dalla polemica cristiana ed era particolarmente insidiosa, perché, senza essere un'aperta persecuzione, presentava persuasivamente le ragioni dell'incompatibilità tra la cultura greco-romana e il cristianesimo che erano effettivamente condivise da una consistente rappresentanza dell'intellettualità cristiana.

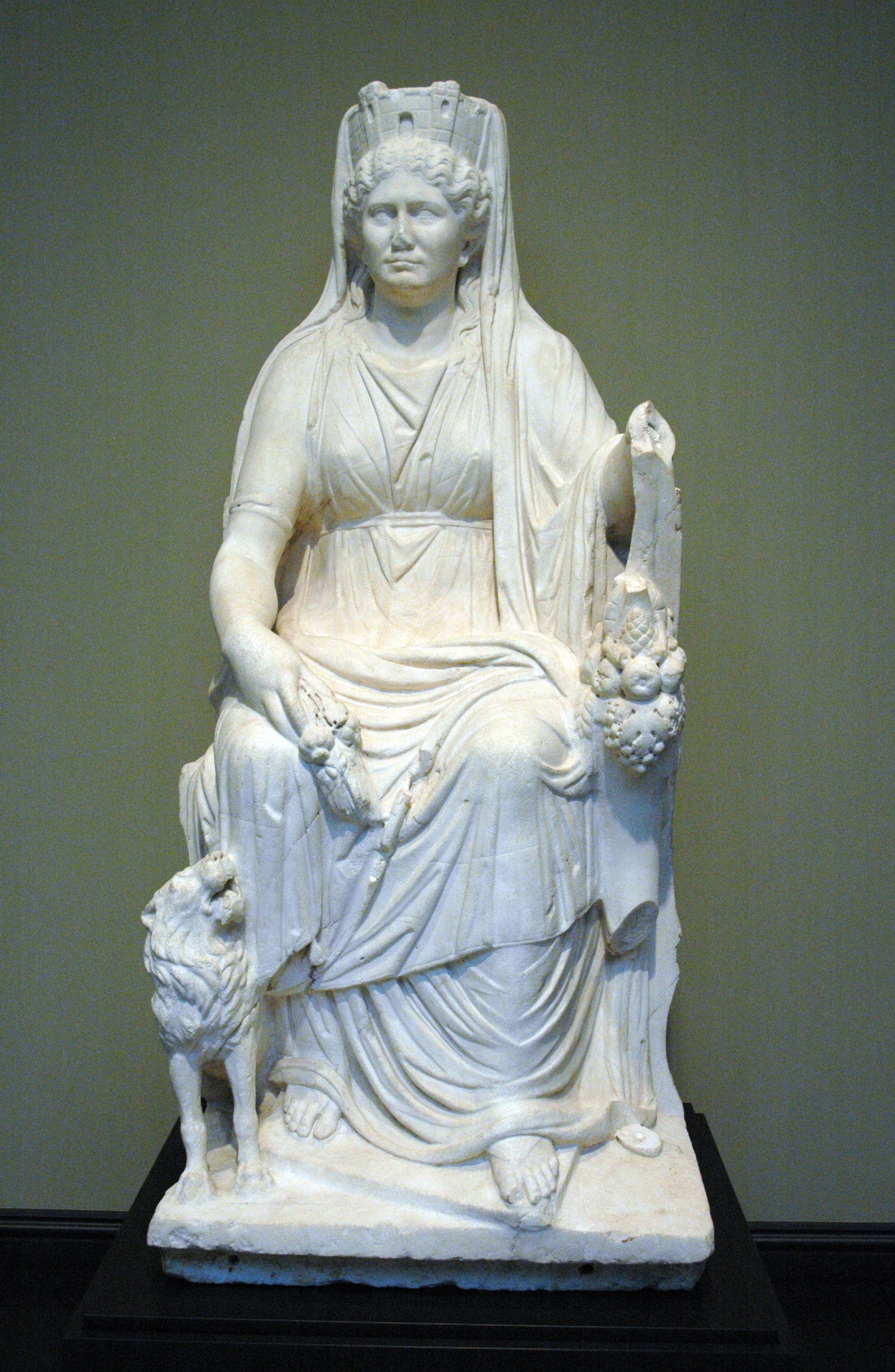
Getty Museum: la dea Cibele. I secolo d.C.

Nello stesso tempo Giuliano si preoccupò di costituire una «chiesa» pagana, organizzata secondo criteri gerarchici che richiamavano quelli cristiani: al vertice era l'imperatore, nella sua qualità di pontefice massimo, seguito da sommi sacerdoti, responsabili ciascuno per ogni provincia i quali, a loro volta, sceglievano i sacerdoti delle diverse città. Conosciamo dalle sue lettere alcuni nomi dei responsabili provinciali nominati da Giuliano: Arsacio fu il capo religioso della Galazia, Crisanzio di Sardi, con la moglie Melita, della Lidia, Seleuco della Cilicia e Teodoro dell'Asia, così come si ha notizia dei nomi di alcuni sacerdoti locali, una Teodora, un Esichio, un Ierarca ad Alessandria in Troade, una Calligena di Pessinunte in Frigia.
Si sa che Giuliano si fece rappresentare in veste di Apollo, con accanto la figura della moglie defunta come Artemide, in due statue dorate erette a Nicomedia, in modo che i cittadini onorassero in quelle gli dei e l'Impero, e generalmente «volle sempre essere raffigurato con accanto Zeus, disceso appositamente dal cielo per offrirgli le insegne imperiali, la corona e la veste di porpora, mentre Ares ed Hermes tenevano lo sguardo fisso su di lui, a indicare la sua eloquenza e perizia nelle armi».
Si sa che Giuliano aveva promosso la ricostruzione del Tempio di Gerusalemme, che tuttavia non si realizzò, perché un terremoto interruppe i lavori appena iniziati che non vennero più ripresi dopo la morte dell'imperatore. Certamente l'iniziativa di Giuliano procedeva da un calcolo politico - contrapporre una rinnovata forza ebraica all'espansione della propaganda cristiana poteva tornare utile - ma derivava altresì dalla sua convinzione che ogni popolo godesse della protezione di un dio, assegnato dalla superiore volontà divina, che era espressione e garante della specifica identità culturale e religiosa di quell'etnia.

## Esercito

Mappa della ex-Dacia romana con il suo complesso sistema di fortificazioni e difesa. In grigio la cosiddetta diga del Diavolo ed a destra (in verde) il Brazda lui Novac, di epoca costantiniana.

Le prime vere modifiche apportate da Costantino nella nuova organizzazione dell'esercito romano, furono effettuate subito dopo la vittoriosa battaglia di Ponte Milvio contro il rivale Massenzio nel 312. Egli infatti sciolse definitivamente la guardia pretoriana ed il reparto di cavalleria degli equites singulares e fece smantellare l'accampamento del Viminale. Il posto dei pretoriani fu sostituito dalla nuova formazione delle schole palatine, le quali ebbero lunga vita poi a Bisanzio ormai legate alla persona dell'imperatore e destinate a seguirlo nei suoi spostamenti, e non più alla Capitale.
Una nuova serie di riforme furono poi portate a termine una volta divenuto unico Augusto, subito dopo la sconfitta definitiva di Licinio nel 324. La guida dell'esercito fu sottratta ai prefetti del pretorio, ed ora affidata a: il magister peditum (per la fanteria) ed il magister equitum (per la cavalleria). I due titoli potevano tuttavia essere riuniti in una sola persona, tanto che in questo caso la denominazione della carica si trasformava magister peditum et equitum o magister utriusque militiae (carica istituita verso la fine del regno, con due funzionari praesentalis). I gradi più bassi della nuova gerarchia militare prevedevano, oltre ai soliti centurioni e tribuni, anche i cosiddetti duces, i quali avevano il comando territoriale di specifici tratti di frontiera provinciale, a cui erano affidate truppe di limitanei. Costantino, inoltre, sempre secondo Zosimo, rimosse dalle frontiere la maggior parte dei soldati e li insediò nelle città (si tratta della creazione dei cosiddetti comitatensi):
(Zosimo, Storia nuova, II, 34.2.)
Nell'evoluzione successiva il generale in campo svolse sempre più le funzioni di una sorta di ministro della guerra, mentre vennero create le cariche del magister equitum praesentalis e del magister peditum praesentalis ai quali veniva affidato il comando effettivo sul campo.